# Yūto Totsuka
Yūto Totsuka (jap. 戸塚 優斗, Totsuka Yūto; * 27. September 2001) ist ein japanischer Snowboarder. Er startet in der Disziplin Halfpipe.

## Werdegang
Totsuka nimmt seit 2013 an Wettbewerben der TTR World Snowboard Tour teil. Dabei gewann er in der Saison 2015/16 bei der Superpipe Session in Takasu und belegte beim Halfpipe-Wettbewerb in Nangō den zweiten Platz. Im folgenden Jahr wurde er japanischer Meister in der Halfpipe. Sein Debüt im Weltcup hatte er im September 2017 in Cardrona. Dabei siegte er im Halfpipewettbewerb. Es folgten dritte Plätze im Secret Garden Skiresort und Snowmass und Platz zwei bei den Laax Open und Weltcup in Laax. Er gewann damit den Halfpipe-Weltcup und belegte im Freestyle-Weltcup den zweiten Platz. Bei den Olympischen Winterspielen 2018 in Pyeongchang kam er auf den 11. Platz in der Halfpipe. In der Saison 2018/19 siegte er in Calgary und in Mammoth. Zudem kam er in Laax auf den zweiten und in Secret Garden Skiresort auf den dritten Platz und erreichte damit den dritten Platz im Freestyle-Weltcup und den ersten Rang im Halfpipe-Weltcup. Bei den Winter-X-Games 2019 in Aspen und den Snowboard-Weltmeisterschaften 2019 in Park City holte er jeweils die Silbermedaille. Im Februar 2019 wurde er japanischer Meister in der Halfpipe und errang im März 2019 den dritten Platz bei den Burton US Open. In der folgenden Saison errang er mit drei zweiten Plätzen und einen Sieg in Mammoth, jeweils den zweiten Platz im Freestyle und im Halfpipe-Weltcup. Zudem siegte er bei den Burton US Open und belegte bei den Winter Dew Tour in Copper Mountain den zweiten Platz. Bei den Winter-X-Games 2020 holte er die Silbermedaille.  In der Saison 2020/21 holte er zwei Weltcupsiege und gewann damit erneut den Halfpipe-Weltcup. Im Freestyle-Weltcup wurde er Zweiter. Bei den Winter-X-Games 2021 und bei den Snowboard-Weltmeisterschaften 2021 gewann er jeweils Gold. Nach Platz drei beim Weltcup in Copper Mountain und Rang eins bei der Winter Dew Tour in Copper Mountain zu Beginn der Saison 2021/22, wurde er Zehnter bei den Olympischen Winterspielen 2022 in Peking und Fünfter im Halfpipe-Weltcup.

## Erfolge

### Olympische Spiele
- 2018 Pyeongchang: 11. Platz Halfpipe
- 2022 Peking: 10. Platz Halfpipe

### Weltmeisterschaften
- 2019 Park City: 2. Platz Halfpipe
- 2021 Aspen: 1. Platz Halfpipe
- 2023 Bakuriani: 6. Platz Halfpipe
- 2025 Engadin: 3. Platz Halfpipe

### Weltcup

#### Weltcupsiege
| Nr. | Datum             | Ort           | Disziplin |
| --- | ----------------- | ------------- | --------- |
| 1.  | 8. September 2017 | Cardrona      | Halfpipe  |
| 2.  | 15. Februar 2019  | Calgary       | Halfpipe  |
| 3.  | 9. März 2019      | Mammoth       | Halfpipe  |
| 4.  | 31. Januar 2020   | Mammoth       | Halfpipe  |
| 5.  | 23. Januar 2021   | Laax          | Halfpipe  |
| 6.  | 21. März 2021     | Aspen         | Halfpipe  |
| 7.  | 3. Februar 2024   | Mammoth       | Halfpipe  |
| 8.  | 8. Dezember 2024  | Secret Garden | Halfpipe  |

#### Weltcup-Gesamtplatzierungen
| Saison  | Park & Pipe | Park & Pipe | Halfpipe | Halfpipe |
| Saison  | Punkte      | Platz       | Punkte   | Platz    |
| ------- | ----------- | ----------- | -------- | -------- |
| 2017/18 | 3000        | 2.          | 3000     | 1.       |
| 2018/19 | 3760        | 3.          | 3760     | 1.       |
| 2019/20 | 3400        | 2.          | 3400     | 2.       |
| 2020/21 | 200         | 2.          | 200      | 1.       |
| 2021/22 | 111         | 24.         | 111      | 5.       |
| 2022/23 | 159         | 12.         | 159      | 5.       |
| 2023/24 | 229         | 9.          | 229      | 4.       |
| 2024/25 | 360         | 3.          | 310      | 2.       |